# Pop Diva
Singles de Kumi Kōda
Suki De, Suki De, Suki De/Anata Dake Ga
(2010) 4 TIMES
(2011)
Pop Diva est le 49e single de Kumi Kōda sorti sous le label Rhythm Zone le 2 février 2011 au Japon. Il atteint la 4e place du classement de l'Oricon. Il se vend à 32 702 exemplaires la première semaine, et reste classé 5 semaines pour un total de 38 677 exemplaires vendus en tout. Il sort en format CD, CD+DVD, CD+cache-oreilles, sur cette dernière version il n'y a que la chanson Pop Diva.
Pop Diva est utilisé comme campagne publicitaire pour LIVE DAM LIVE de Daiichikosho. Pop Diva se trouve sur l'album Dejavu.

## Liste des titres
| 1. | POP DIVA                   | lil'showy                                                          | lil'showy                                              | 3:32 |
| 2. | Black Candy                | Kumi Kōda, Matthew Tishler, Liz Rodrigues, Erik Alcock, Adam Royce | Kumi Kōda, Matthew Tishler, Liz Rodrigues, Erik Alcock | 3:12 |
| 3. | POP DIVA (Instrumental)    | lil'showy                                                          | lil'showy                                              | 3:31 |
| 4. | Black Candy (Instrumental) | Kumi Kōda, Matthew Tishler, Liz Rodrigues, Erik Alcock, Adam Royce | Kumi Kōda, Matthew Tishler, Liz Rodrigues, Erik Alcock | 3:12 |

| 1. | Pop Diva             |  |
| 2. | Pop Diva (Making of) |  |